# Chelsea (város, Vermont)
Chelsea település az Amerikai Egyesült Államok Vermont államában, Orange megyében, melynek megyeszékhelye is. Lakosainak száma 1233 fő (2020. április 1.).

## Népesség
A település népességének változása:

| 2010 | 1 238 |
| 2020 | 1 233 |